# Bedēsa
Bedēsa är en ort i Etiopien.   Den ligger i regionen Oromia, i den centrala delen av landet, 220 km öster om huvudstaden Addis Abeba. Bedēsa ligger 1 683 meter över havet och antalet invånare är 17 526.
Terrängen runt Bedēsa är huvudsakligen kuperad, men den allra närmaste omgivningen är platt. Bedēsa ligger nere i en dal. Runt Bedēsa är det ganska tätbefolkat, med 139 invånare per kvadratkilometer. Det finns inga andra samhällen i närheten. Omgivningarna runt Bedēsa är huvudsakligen savann.